# دالاس بريدن
دالاس بريدن (بالإنجليزية: Dallas Braden)‏ هو لاعب كرة قاعدة أمريكي، ولد في 13 أغسطس 1983 في فينيكس في الولايات المتحدة.

## وصلات خارجية
- دالاس بريدن على موقع دوري كرة القاعدة الرئيسي (الإنجليزية)
- دالاس بريدن على موقعبيزبول رفرنس.كوم (الدوري الرئيسي) (الإنجليزية)
- دالاس بريدن على موقعبيزبول رفرنس.كوم (الدوري الثانوي) (الإنجليزية)
- دالاس بريدن على موقع إي إس بي إن.كوم (أم.أل.بي) (الإنجليزية)
- دالاس بريدن على موقع مشجعي الرسوم البيانية (الإنجليزية)